# Здоровье и внешний вид Майкла Джексона

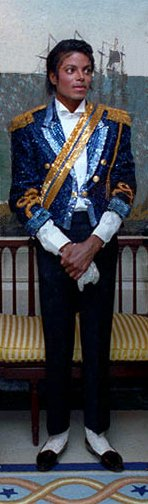
Майкл Джексон в мае 1984 года

Майкл Джексон (29 августа 1958 — 25 июня 2009) — американский музыкант, который на протяжении более чем сорока лет был одним из самых популярных эстрадных артистов в мире (сначала как участник детской группы The Jackson 5, а затем как сольный артист), находясь всё это время под пристальным вниманием общественности.
Детство Майкла было очень тяжёлым. Он и некоторые из его родных братьев рассказали, что их отец жестоко с ними обращался и оскорблял. Первые изменения во внешности певца начали происходить ещё до выхода альбома Off the Wall в 1979 году. Начиная с середины 1980-х внешность Джексона начала резко изменяться. Он похудел, его кожа посветлела, изменились нос и очертания лица. Первоначальными причинами осветления кожи являются болезни витилиго и системная красная волчанка, которые были диагностированы у Джексона в 1986 году, а также использование певцом косметики для маскировки пятен на коже. Хирурги полагают, что он сделал ринопластику, поднятие лба, операцию на скулах, а также утончил губы.
Эксперты по психическому здоровью утверждали, что у него был ум десятилетнего ребёнка, в то время как другие врачи считали, что он страдал дисморфофобией. Дипак Чопра, врач и друг Джексона на протяжении 20 лет, сказал: «Причиной того, что он подвергал себя пластическим операциям, была тяга к самокалечению и полное неуважение к самому себе».
В 1990-х годах в какой-то момент стало ясно, что Джексон начал зависеть от отпускавшихся по рецепту лекарств, главным образом болеутоляющих и мощных успокоительных средств, в связи с чем его здоровье стало резко ухудшаться. Он прошёл реабилитацию в 1993 году с помощью Элизабет Тейлор и Элтона Джона, но склонность оставалась. Майкл Джексон умер от остановки сердца 25 июня 2009 года.

## Детство и психическое здоровье
Джексон и некоторые из его родных братьев заявили, что с малых лет подвергались жестокому физическому и психологическому обращению со стороны их отца Джозефа, что выражалось в непрерывных репетициях, оскорблениях и использовании уничижительных имён, таких как «большой нос» для Майкла; такое обращение повлияло на всю дальнейшую жизнь Джексона. Во время одного из судебных разбирательств брат Джексона Марлон вспоминал, как Джозеф держал Майкла за одну ногу вверх тормашками и наносил множество ударов рукой по спине и ягодицам. Джозеф часто ставил мальчикам подножки и толкал их. Однажды ночью, когда Майкл спал, Джозеф поднялся в его комнату через окно, он надел страшную маску, вошёл в комнату и закричал. Джозеф объяснил, что учил так детей не оставлять окна открытыми на ночь. В течение многих последующих лет Джексону снились кошмары о том, что его похищали из спальни. К началу 1980-х годов он был глубоко несчастен; Джексон говорил: «Даже дома я одинок. Я иногда сижу в своей комнате и плачу. Настолько трудно найти друзей… Я иногда выхожу из дома ночью, только чтобы найти кого-нибудь, с кем можно поговорить. Но всё заканчивается тем, что я возвращаюсь домой».
Хотя множество раз сообщалось о том, что у Джексона было тяжёлое детство, впервые он об этом открыто сказал в своём интервью 1993 года с Опрой Уинфри. Он считал, что пропустил большую часть своего детства, признавая, что часто плакал от одиночества. В том же интервью, говоря о своём отце, Джексон, сильно разволновавшись, сказал: «Были моменты, когда отец приходил ко мне, и мне сразу становилось плохо, меня начинало тошнить… Пожалуйста, не считайте меня безумцем… Но я действительно люблю его». В другом откровенном интервью «Жизнь с Майклом Джексоном» (2003) певец закрыл лицо рукой и заплакал, рассказывая о своём детстве. Джексон вспоминал, как Джозеф сидел на стуле во время репетиции, держа в руке свой ремень. И если дети делали что-то не так, то он бил их этим ремнём. В 2003 году отец признал, что бил своих детей. В ноябре 2010 года он подтвердил это, однако заявил следующее: «Я не думаю, что Майкл меня боялся. Если он и боялся, то того, что может сделать что-то не так, а я его отчитаю, но не того, что я его изобью. Я никогда не избивал его, как писали многие СМИ».
В 2003 году Майкл Джексон был обвинён в растлении малолетних и спустя два года оправдан. Во время расследования биографию Джексона изучил Стэн Кац, профессиональный психолог, который также провёл несколько часов с обвинителем. Согласно биографической книге Джона Рэнди Тараборрелли, Кац сделал вывод о том, что Джексон застрял на уровне психического развития десятилетнего ребёнка. Некоторые медики публично выразили мнение о том, что у певца была дисморфофобия, психологическое расстройство, при котором человек чрезмерно обеспокоен и занят незначительным дефектом или особенностью своего тела.

## Витилиго и волчанка, лечение и последствия

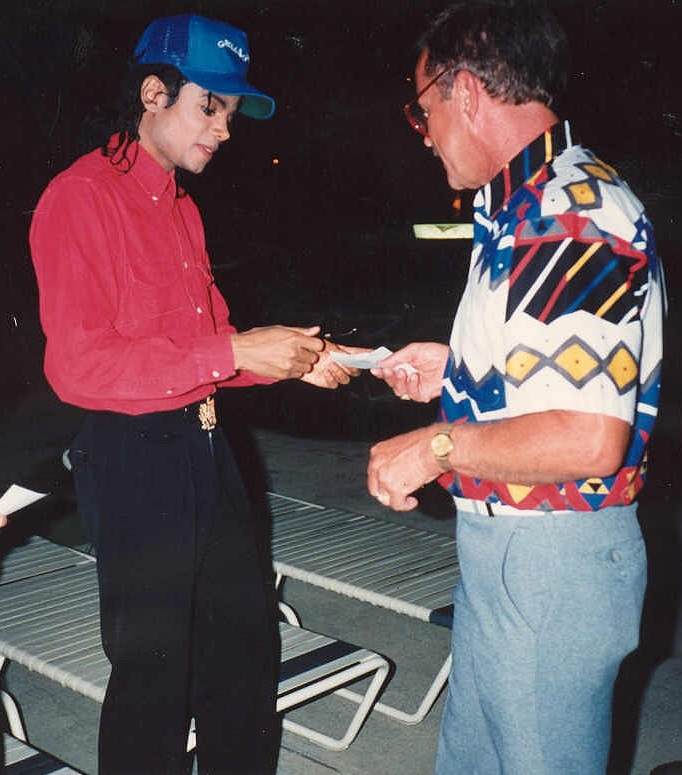
Джексон спустя два года после того, как у него была диагностирована болезнь витилиго

Кожа Джексона была смуглой в юности, но начиная с середины 1980-х годов всё больше бледнела; это происходило, как многие полагали, из-за того, что Майкл специально отбеливал кожу и изменял черты лица, чтобы быть похожим на европейца. Всё это было широко освещено в СМИ. По данным Тараборрелли, в 1986 году у Джексона были диагностированы витилиго и волчанка. Витилиго частично осветляло его кожу и сделало чувствительным к солнечному свету. Волчанка находилась в ремиссии, но солнечный свет, возможно, вызывал её обострение. Чтобы бороться с этими болезнями, Джексон использовал Solaquin (гидрохинон), третиноин и бенохин. Он также использовал гидроксихлорохин, который регулярно вводился непосредственно в кожу головы. Из-за болезней, лекарств, с помощью которых он боролся с этими болезнями, косметики, скрывающей пятна на коже, Джексон казался очень бледным.
В феврале 1993 года Джексон дал необычайно искреннее полуторачасовое интервью Опре Уинфри, которое стало первым его интервью, показанным по телевидению, с 1979 года. Во время этого интервью он заявил, что никогда специально не отбеливал кожу, впервые публично объявив о том, что страдает болезнью витилиго и вынужден использовать мощную косметику для выравнивания цвета кожи. Интервью смотрели 62 миллиона американцев. После этого начались активные общественные обсуждения на тему неизвестной в то время болезни. Проведённое после смерти Джексона вскрытие тела подтвердило, что он страдал витилиго.
Во время австралийского этапа всемирного турне в поддержку альбома HIStory Джексон женился на Дебби Роу, медсестре своего дерматолога. Впервые они встретились в середине 1980-х годов, когда у Джексона было диагностировано витилиго. На протяжении многих лет она лечила его болезнь и оказывала эмоциональную поддержку, и они сильно сдружились, прежде чем их отношения перешли в разряд романтических. Пара развелась в 1999 году, но они остались друзьями.

## Пластические операции

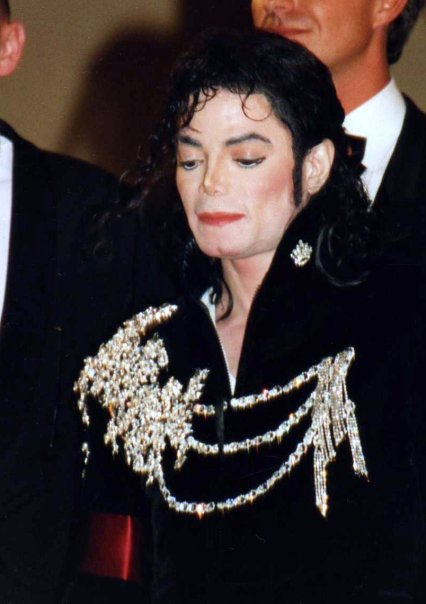
Джексон на Каннском кинофестивале 1997 года

Очертания его лица также изменялись; некоторые хирурги считают, что он перенёс множество операций по изменению формы носа, лба, губ и скул. Согласно Тараборрелли, в 1979 году Джексон совершил свою первую ринопластику после того, как сломал нос во время исполнения сложного танцевального элемента. Операция была не совсем успешной, и Майкл жаловался на затруднённое дыхание. Он был отправлен к Стивену Хоффлину, который сделал ему вторую ринопластику в 1980 году. В автобиографии 1988 года «Лунная походка» Джексон написал, что, кроме операции на носу, ему также сделали ямочку на подбородке, и больше он никаких операций не делал. Также, начиная с 1986 года, Джексон был регулярным клиентом Арнольда Кляйна, дерматолога, который специализируется на введении кожных инъекций и нехирургических косметических процедурах.

В своей книге Джексон объяснял изменения своего лица половым созреванием, строгой вегетарианской диетой, потерей веса, изменением причёски и сценическим освещением. Он опроверг многочисленные подозрения в том, что делал операцию на веках. К 1990 году изменения, происходившие с Майклом, уже широко обсуждались общественностью; близкие певца сообщили, что к тому времени он подвергся примерно десяти операциям на лице.
В июне 1992 года издание The Daily Mirror разместило на первой полосе изображение, предположительно, лица Майкла Джексона, которое было описано как «ужасно изуродованное» пластической хирургией. Джексон предъявил иск таблоиду, и в 1998 году они пришли к мировому соглашению. В высшем суде бывший редактор издания заявил об отсутствии следов пластической хирургии на лице Джексона и публично принёс ему свои извинения.

## Вес и зависимость от лекарств
Отчасти причиной изменений его лица были периоды существенной потери веса. Джексон похудел в начале 1980-х годов из-за изменения диеты и желания иметь «тело танцора». К 1984 году Джексон потерял 9 килограмм, доведя свой вес до 48 килограмм при росте в 178 см — в тот период он имел самый малый вес за всю свою взрослую жизнь. Свидетели сообщали, что Джексон часто испытывал головокружение; выдвигались предположения, что он страдает от нервной анорексии. В последующие годы музыкант немного поправился, но после обвинения в растлении малолетних в 1993 году Джексон перестал есть, снова значительно похудев. В конце 1995 года он был срочно отправлен в больницу после коллапса во время репетиции телевизионного выступления, которое было впоследствии отменено; независимый автор утверждает, что инцидент был вызван обусловленным стрессом приступом паники, в то время как врачи ссылались на неправильный ритм сердца, желудочно-кишечное воспаление, обезвоживание и неправильную работу почек и печени; ни в одной из госпитализаций, включая эту, в организме Джексона не было найдено наркотиков. Би-би-си сообщила, что во время суда в 2005 году певец также страдал от обусловленных стрессом болезней и серьёзной потери веса.
Биограф утверждает, что в 1993 году артист согласился на применение анальгетиков, диазепама, алпразолама и лоразепама, чтобы бороться со стрессом, который был вызван обвинением в растлении малолетнего, выдвинутым против него. Спустя несколько месяцев после этого, как утверждалось в новостях, Джексон потерял приблизительно 4,5 кг веса и перестал есть. Во время снятия письменных показаний в суде Джексон был очень сонливым, не мог сконцентрироваться, говорил невнятно. Он не мог вспомнить даты релизов своих предыдущих альбомов или имена людей, с которыми он работал. Ему потребовалось несколько минут, чтобы назвать некоторые из своих недавних альбомов.
Здоровье Джексона ухудшилось до такой степени, что он отменил последнюю часть своего мирового турне и улетел вместе со своей подругой Элизабет Тейлор и её мужем в Лондон. В аэропорту двое друзей поддерживали его, чтобы он не упал; он был срочно отправлен в дом менеджера Элтона Джона, а затем в клинику. На входе он был обыскан на предмет наркотиков; в чемодане были найдены пузырьки с лекарствами. Он был помещён на четвёртый этаж больницы в палату с внутривенным вливанием, чтобы снизить его зависимость от болеутоляющих. Представитель певца тогда сказал репортёрам, что Джексон едва мог двигаться и разговаривать. В клинике Джексон проходил сеансы групповой и одиночной терапии. Согласно Тараборрелли, в январе 2004 года, когда закончилось судебное разбирательство, Джексон стал зависим от морфия и демерола.
После смерти Джексона полицейское расследование, направленное в первую очередь против личного врача Джексона Конрада Мюррея, показало, что доктора Джексона использовали 19 различных псевдонимов, включая «Omar Arnold», «Josephine Baker», «Fernand Diaz», «Paul Farance», «Peter Madonie», «Faheem Muhammad», «Roselyn Muhammad», «Blanca Nicholas», «Jimmy Nicholas», «Bryan Singleton» и «Frank Tyson», выписывая лекарства для Джексона. Он, в свою очередь, получал рецепты врачей под псевдонимами «Prince», «Michael Amir» и «Kai Chase» — это имена одного из его сыновей, представителя и бывшего личного повара соответственно. Полиция во время обыска в Лас-Вегасе дома и офиса Конрада Мюррея нашла компакт-диск, на котором упоминался псевдоним «Omar Arnold». Использование псевдонимов докторами знаменитостей — обычная практика: это делается для того, чтобы сохранить конфиденциальность истории болезни пациента, и не обязательно указывает на наркоманию.

## Смерть
Черилин Ли, медсестра, которая следила за диетой Джексона, сказала, что в мае 2009 года он попросил ввести ему пропофол для борьбы с хронической бессонницей. Ли отказалась, сказав ему, что применение этого препарата опасно для его жизни. Джексон проигнорировал это предупреждение и сказал, чтобы она дала ему препарат, так как врач сказал ему, что это безопасно. Имя доктора он не назвал. Из-за передозировки пропофола у пациента может остановиться дыхание, что приведёт к нехватке кислорода и накоплению углекислого газа в теле, что, в свою очередь, может привести к аритмии и остановке сердца. Согласно утверждениям Ли, 21 июня 2009 года ей позвонил помощник Джексона и сообщил, что тот очень плохо себя чувствует (по словам помощника, одна сторона его тела была горячей, а другая — холодной). Она предположила, что кто-то дал ему препарат, который влиял на центральную нервную систему, и посоветовала помощнику доставить Майкла в больницу.
Утром 25 июня 2009 года Конрад Мюррей сделал Майклу инъекцию пропофола и оставил певца одного. Примерно через 2 часа Мюррей вернулся и увидел своего пациента лежащим на кровати с открытыми глазами и ртом. Врач пытался реанимировать певца, но попытки не увенчались успехом. В 12:21 по местному тихоокеанскому времени был зарегистрирован звонок на номер 911. Приехавшие через 3 минуты и 17 секунд медики обнаружили уже не дышащего Джексона с остановившимся сердцем и сразу начали проводить сердечно-лёгочную реанимацию. Попытки вернуть Джексона к жизни продолжались по дороге и в течение часа после приезда в Медицинский центр Калифорнийского университета в 13:14. Эти попытки оказались безуспешными. Смерть была констатирована в 14:26 по местному времени. У некоторых людей были предположения, что смерть Джексона произошла от рака кожи; Джермейн Джексон сразу после смерти брата предположил, что Майкл умер от сердечного приступа. Как сообщалось в июне 2009 года, дышать он перестал после очередной инъекции обезболивающего препарата — демерола.
Посмертное вскрытие показало, что Майкл Джексон имел сильное сердце и был вполне здоровым пятидесятилетним мужчиной. Согласно сообщениям Би-би-си, его вес был в приемлемом диапазоне для человека с его ростом, но у него было множество следов от уколов на руках, неопасный для жизни дефект лёгкого и небольшой артрит. Самой серьёзной проблемой со здоровьем у Джексона были его хронически воспалённые лёгкие, но это было не настолько серьёзно, чтобы стать причиной смерти. Также не было выявлено серьёзных физических проблем, которые могли бы помешать Джексону при жизни выступать на сцене. «В целом его здоровье было в хорошем состоянии», — сказал доктор Калифорнийского университета Зеев Кейн, который проанализировал отчёт о вскрытии, но в самом вскрытии участия не принимал: «Результаты находятся в нормальных пределах».
Хорошее состояние певца накануне его смерти отмечал и глава группы экспертов-криминалистов Кристофер Роджерс. Он назвал Майкла Джексона «жертвой убийства». По результатам работы экспертов-криминалистов стало известно, что певец скончался от передозировки сильнодействующего препарата для наркоза — пропофола, который ему прописал Конрад Мюррей. Врач также сделал Джексону несколько инъекций за несколько дней до смерти. По итогам предварительных слушаний суд Лос-Анджелеса принял решение судить Мюррея за непредумышленное убийство. Сам Мюррей свою вину не признаёт.